# کرینگل
کرینگل (استونیایی: kringel) یک نوع نان شیرین در اسکاندیناوی است و نوع نروژی نان پرتزل شمرده می‌شود. این نان در قرن سیزدهم توسط راهبان کاتولیک رومی در دانمارک معرفی شد و سپس پخت آن در تمامی کشورهای اسکاندیناوی رایج شد.